# Oberwiera
Oberwiera − miejscowość i gmina w Niemczech, w kraju związkowym Saksonia, w okręgu administracyjnym Chemnitz, w powiecie Zwickau, wchodzi w skład wspólnoty administracyjnej Waldenburg.

## Współpraca
Miejscowość partnerska:
- Bissingen, Bawaria